# Monte Vallecetta
Il Monte Vallecetta (3148 m s.l.m.) è una montagna delle Alpi Retiche meridionali, in posizione dominante su Bormio, nota località turistica in Alta Valtellina.
La sua anticima, è occupata dall'arrivo della stazione della funivia di Bormio 3000 e da una seggiovia.
L'itinerario più breve per raggiungere la cima parte dalla stazione della funivia; da qui, basta seguire la cresta che collega l'anticima con la vera vetta del Vallecetta. L'itinerario è percorribile senza difficoltà da luglio a settembre in circa 1 ora.
Il versante nord-occidentale è spesso interessato da distacchi di valanghe. La maggior parte si fermano a quote alte, ma nel 1983 una valanga di dimensioni particolarmente grosse raggiunse l'abitato di Cepina, frazione di Valdisotto, causando una vittima e numerosi danni ad abitazioni e infrastrutture.